# Skåne
Skåne (câteodată cunoscută ca Scania) este o provincie a Suediei.